# Neobisium reimoseri
Neobisium reimoseri är en spindeldjursart som först beskrevs av Beier 1929.  Neobisium reimoseri ingår i släktet Neobisium och familjen helplåtklokrypare.

## Underarter
Arten delas in i följande underarter:
- N. r. croaticum
- N. r. reimoseri